# Небелонг, Ян
Ян Э́лгор Не́белонг (дат. Jan Elgaard Nebelong, род. 18 января 1955) — датский кёрлингист.
В составе мужской сборной Дании участник чемпионата мира среди мужчин 2011.

## Команды
| Сезон   | Четвёртый     | Третий   | Второй         | Первый           | Запасной                           | Турниры            |
| ------- | ------------- | -------- | -------------- | ---------------- | ---------------------------------- | ------------------ |
| 2010—11 | Томми Стьерне | Пер Берг | Петер Андерсен | Андерс Сёдерблом | Ян Небелонг тренер: Расмус Стьерне | ЧМ 2011 (12 место) |
| 2011—12 | Томми Стьерне | Пер Берг | Петер Андерсен | Андерс Сёдерблом | Ян Небелонг                        |                    |

(скипы выделены полужирным шрифтом)